# Georg Stössel
Georg Stössel (* 1. Mai 1867 in Würzburg; † 26. Juni 1943 in Köln) war ein deutscher Geigenbauer und Erfinder der nach ihm benannten Stössel-Laute.

## Leben
Stössel begann mit 12 Jahren eine Schreinerlehre und erlernte anschließend bei Friedrich Wittstadt in Würzburg den Geigenbau. Nachfolgend arbeitete er in Wien bei den Geigenbauern David Bittner, Ignaz Bucher und Josef Hamberger. Reisen führten ihn nach Ungarn, auf den Balkan bis nach Konstantinopel. 1889 bis 1893 lebte er in Italien, wo er sich in Neapel, Rom und Cremona weiter im Geigenbau vervollkommnete. Nach Zwischenstationen in Zürich beim Geigenbauer Anton Siebenhüner und in Mittenwald kehrte er 1893 nach Würzburg zurück, wo er in der Werkstatt von Karl Adam Hörlein sogenannte „Ritterbratschen“ fertigte. Im selben Jahr machte er sich in Würzburg selbständig. Dort entwickelte er eine später patentierte „Legathozither“.
Im Jahr 1900 zog er nach Köln, wo er Auf dem Berlich 31 im Juli desselben Jahres eine Geigenbauwerkstatt eröffnete. Er galt als „Meister in der Imitation und in der Wiederherstellung alter Geigen“ (vgl. Lütgendorff 1922, II, S. 489). 1910 gründete Stössel mit Kollegen als Reaktion auf die Überschwemmung des deutschen Marktes mit billigen amerikanischen Akkordzithern den „Verband Deutscher Instrumentenfabrikanten und -Händler“. 1914 erfand er die Stössel-Laute, ein Zupfinstrument, das Merkmale von Zither und Halslaute vereint. In den folgenden Jahrzehnten baute er hunderte Abwandlungen seiner Laute. Am 23. Juni 1923 wurde in Stuttgart die „Stösselinstrumentenbau AG“ gegründet, die die Laute, unter Stössel als technischen Direktor und dem Ingenieur Kurt Schiffler als Vertriebsleiter, für den überregionalen Markt produzierte. 1925 ging die AG in Konkurs. Georg Stössel selbst kam bei der Bombardierung Kölns am 26. Juni 1943 ums Leben.